# Boleradice
Boleradice – miasteczko (městys) i gmina (obec) w Czechach, w kraju południowomorawskim, w powiecie Brzecław. W 2022 roku liczyła 903 mieszkańców.